# Ireneusz Purwiniecki
 Ireneusz Purwiniecki  (ur. 29 czerwca 1963 w Stargardzie Szczecińskim) – polski koszykarz grający na pozycji rzucającego obrońcy w zespole Spójni Stargard (1981–1996); po zakończeniu kariery zawodniczej asystent trenera i od 1995 trener II klasy (2001–2002), (2004–2005), (2012–2013); nauczyciel WF i wychowawca w internacie w Zespole Szkół Budowlano-Technicznych w Stargardzie (1989–2006); od 2006 kierownik obiektu hali sportowej OSiR w Stargardzie; od 2017 kierownik drużyny PGE Spójnia Stargard.

## Życiorys
Ireneusz Purwiniecki urodził się 29 czerwca 1963 w Stargardzie Szczecińskim. W 1978 ukończył Szkołę Podstawową nr 6 (obecnie Szkoła Podstawowa nr 10). W 1982 ukończył Liceum ogólnokształcące w Pyrzycach. W wieku 17 lat rozpoczął treningi w Spójni Stargard. W pierwszym zespole Spójni występował od 1981 do 1996. Był kapitanem zespołu, który w roku 1994 awansował do ekstraklasy (PLK). Jeden z czołowych strzelców stargardzkiej drużyny. Najlepsze zdobycze: II liga 47 pkt. z Instalem Białystok, w I lidze 32 pkt ze Śląskiem Wrocław.  Absolwent kursu trenerskiego II klasy w Akademii Wychowania Fizycznego w Gdańsku z kierownikiem kursu Tadeuszem Hucińskim (1995). W latach 1996–1998 był grającym trenerem Sokoła Międzychód. 
W ekstraklasowym stargardzkim klubie rozegrał w latach 1994–1996 39 meczów, w sumie z tym klubem ma statystycznie 300 spotkań zdobywając 4161pkt. Na koniec kariery w II ligowym Sokole Międzychód zaliczył 52 mecze i 502pkt. W sezonie 2001/02 był asystentem trenera Ryszarda Szczechowiaka w I zespole, w sezonie 2002/03 asystentem trenera Miodraga Gajicia w I zespole. Od 2004 trener I zespołu. W sezonie 2005/06 asystent trenera Czesława Dasia. Był trenerem I zespołu w latach 2012–2013, a następnie asystentem trenerów Gajicia i Koziorowicza. 
Związany był z Zespołem Szkół Budowlano-Technicznych w Stargardzie (nauczyciel WF i wychowawca w internacie ZSBiT) (1989–2006). Od roku 2006 jest kierownikiem obiektu hali sportowej OSiR w Stargardzie. Od 2017 kierownik drużyny PGE Spójni Stargard. W 2019 podczas obchodów 70-lecia powstania stowarzyszenia Spójnia Stargard został odznaczony medalem Polskiego Związku Koszykówki oraz został wybrany do pierwszej piątki koszykarzy 70-lecia Spójni Stargard. W roku 2023 uczestniczył w obchodach 60-lecia ZSBT z okazji których zagrał w meczu z okazji 60-lecia stargardzkiej budowlanki. 30 września 2023 jako kierownik drużyny PGE Spójni Stargard uczestniczył w spotkaniu byłych koszykarzy, trenerzy i działaczy Spójni Stargard, którym jako gościom honorowym wręczono przed meczem z Eneą Abramczyk Astorią Bydgoszcz pamiątkowe statuetki z napisem „Przyjaciel Klubu”. 6 września 2024 podczas obchodów 75-lecia powstania Spójni Stargard został odznaczony Złotą Odznaką Honorową Gryfa Zachodniopomorskiego”. 

## Osiągnięcia
Na podstawie, o ile nie zaznaczono inaczej.

### Drużynowe
- Uczestnik rozgrywek:
  - Koracia (1995/1996)

### Trenerskie
Ireneusz Purwiniecki był trenerem grup młodzieżowych: 
- Bychawa - OSM - VII miejsce kadeci (1999)
- Warszawa - III miejsce półfinał mistrzostw Polski juniorów (2001)
- Stargard Szczeciński - I miejsce mistrzostwa Polski juniorów starszych (2003)

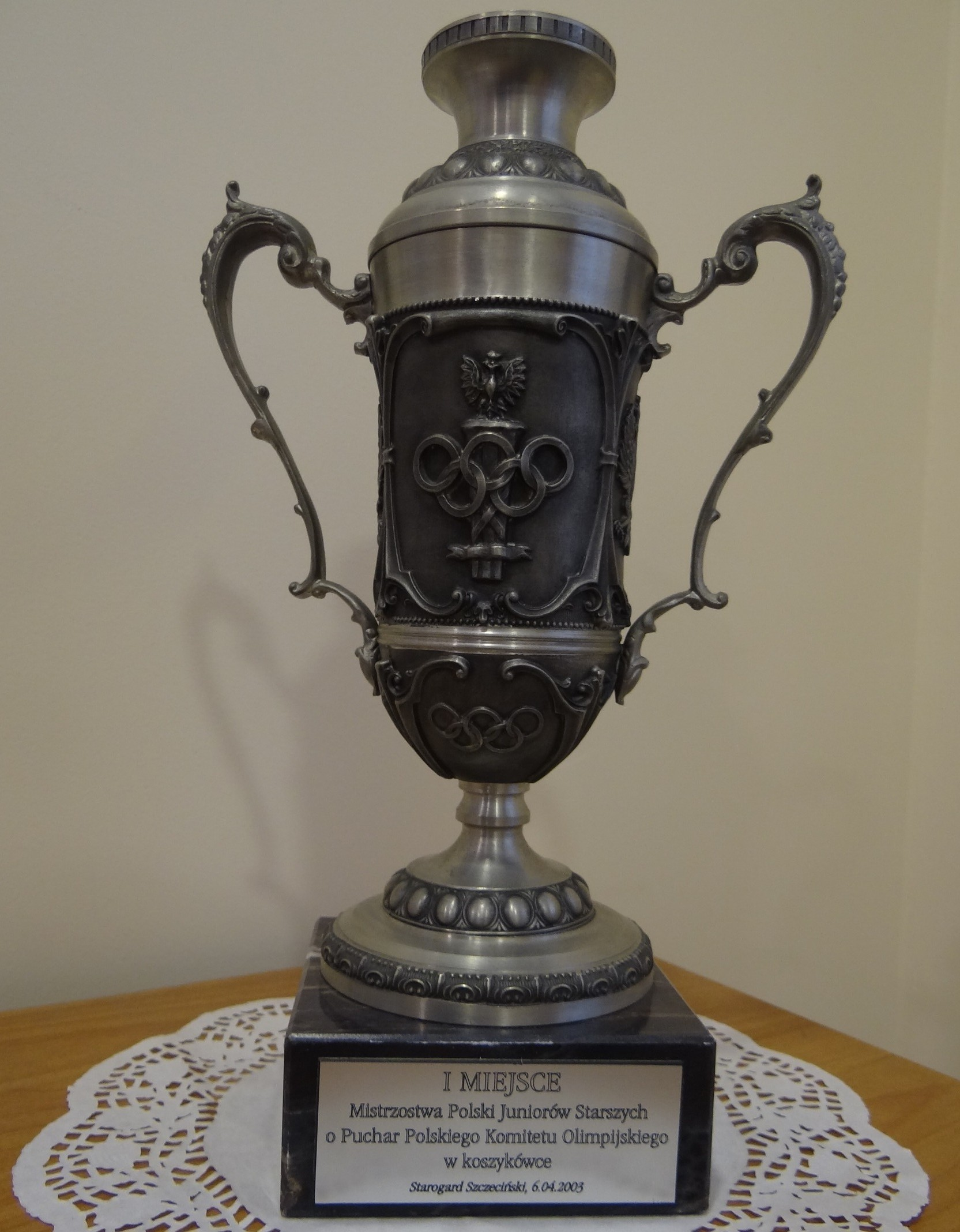
Stargard Szczeciński, 2003. Puchar za I miejsce mistrzostw Polski juniorów starszych – trener

- Warszawa - V miejsce mistrzostwa Polski szkół Gimnazjalnych (2003)
- Elbląg - II miejsce mistrzostwa Polski szkół Gimnazjalnych (2008)
- Włocławek - V miejsce mistrzostwa Polski juniorów starszych (2010)[16]
- Pruszków - II miejsce mistrzostwa Polski juniorów (2010)[17]

## Odznaczenia i wyróżnienia
Ireneusz Purwiniecki był odznaczany: 
- Brązowa Honorowa Odznaka PZKosz (1994)[20]
- Srebrna Honorowa Odznaka PZKosz (2000)[21]
- Złota Honorowa Odznaka PZKosz (2004)[22]
- Puchar za I miejsce mistrzostw Polski juniorów starszych (2003)
- Brązowa Odznaka „Za Zasługi dla Sportu” (2006)[23]
- Medal 60-lecia koszykówki zachodniopomorskiej (2009)[24]
- Srebrna „Odznaka Honorowa Gryfa Zachodniopomorskiego” od marszałka województwa (2010)[25]
- medal Polskiego Związku Koszykówki (2019)
- Złota „Odznaka Honorowa Gryfa Zachodniopomorskiego” od marszałka województwa Zachodniopomorskiego (2024)[14]

## Historyczne składy Ireneusza Purwinieckiego (zawodnik)
Ireneusz Purwiniecki debiutował w stargardzkim zespole w 1981. 
W sezonach od 1981 do 1996 Ireneusz Purwiniecki grał w zespole stargardzkim w różnych składach, z następującymi zawodnikami:

### Skład z 1981/1983 (I liga)
Ireneusz Purwiniecki rozpoczął rozgrywki we wrześniu 1981 sezonu 1981/1983 w Spójni w I lidze

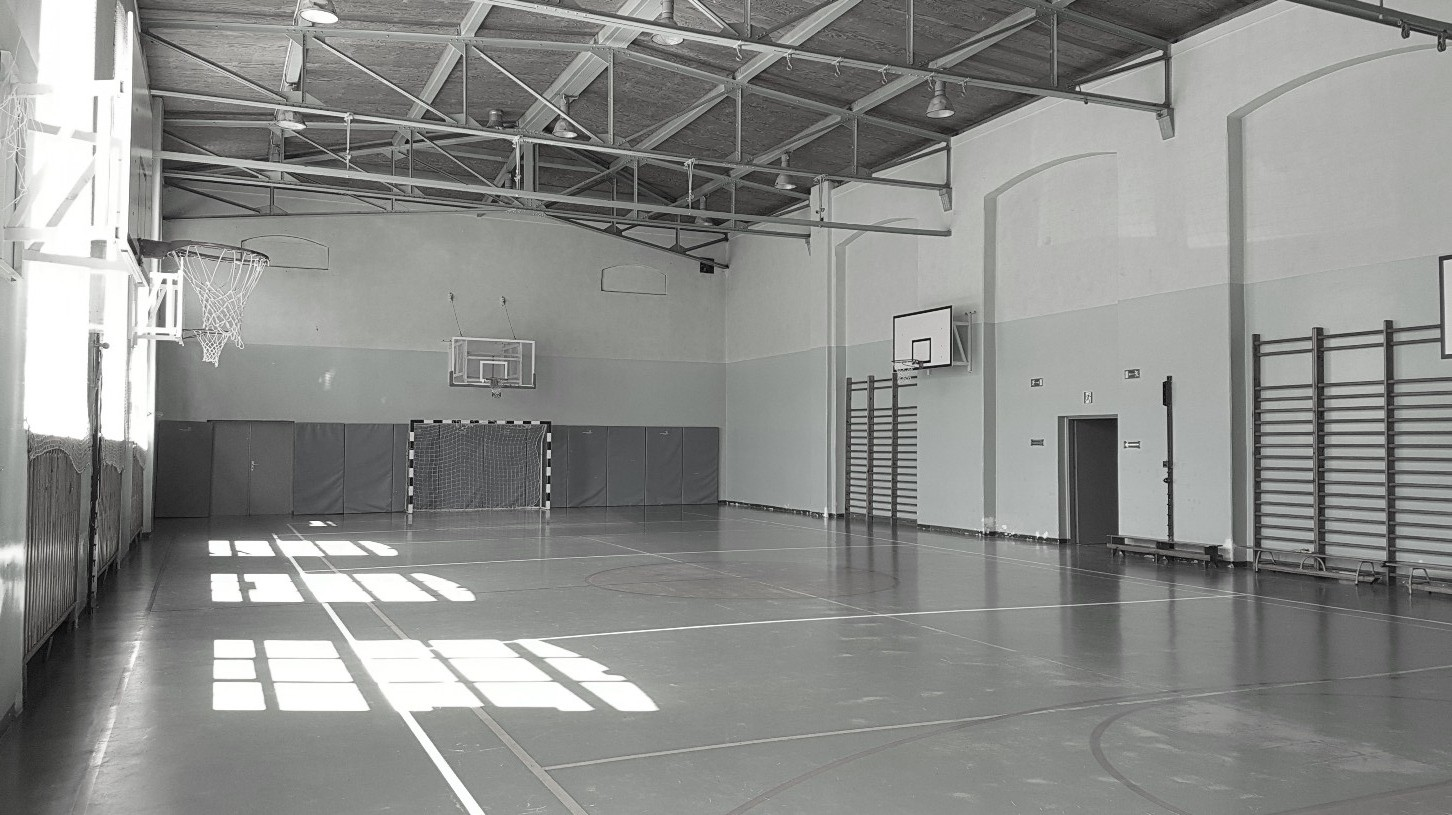
Sala gimnast. Gimnazjum nr 2. Wcześniej SP nr 2, Spójnia grała tutaj w latach 50/60

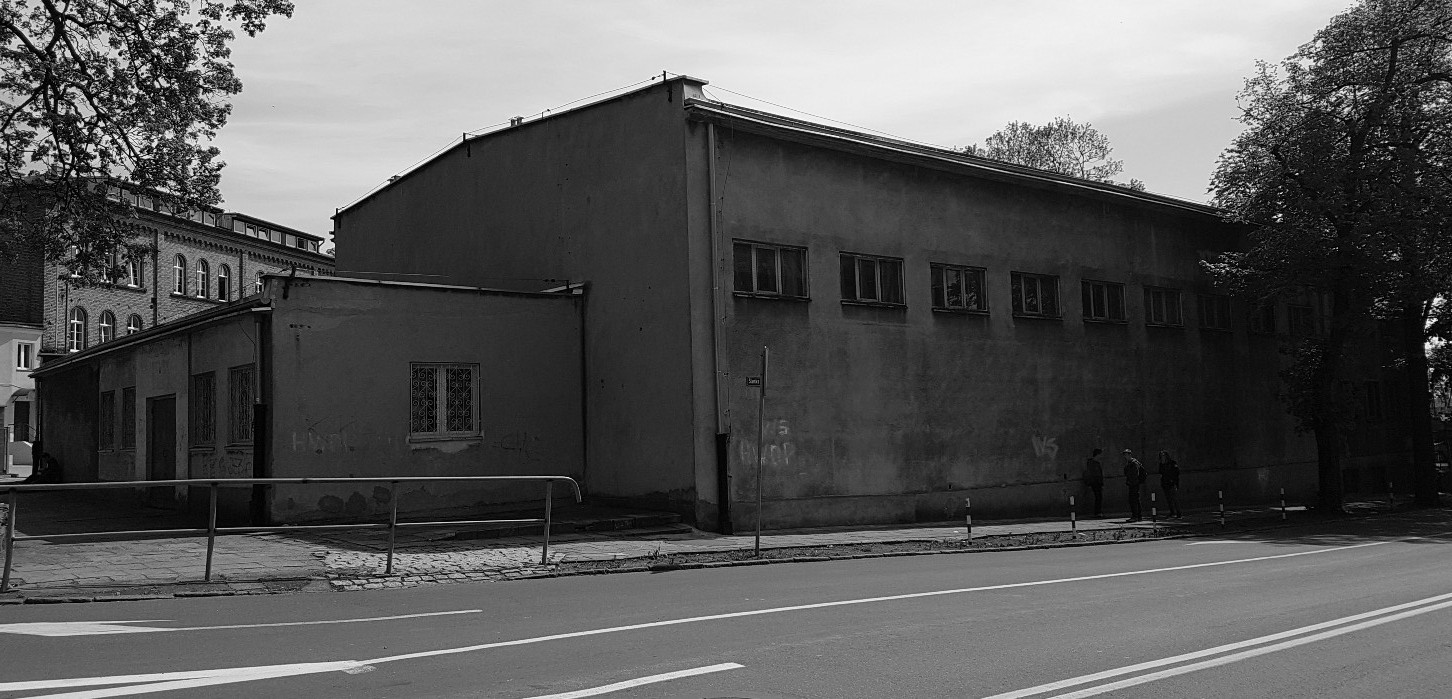
Sala gimnast. Gimnazjum nr 1. Wcześniej SP nr 1

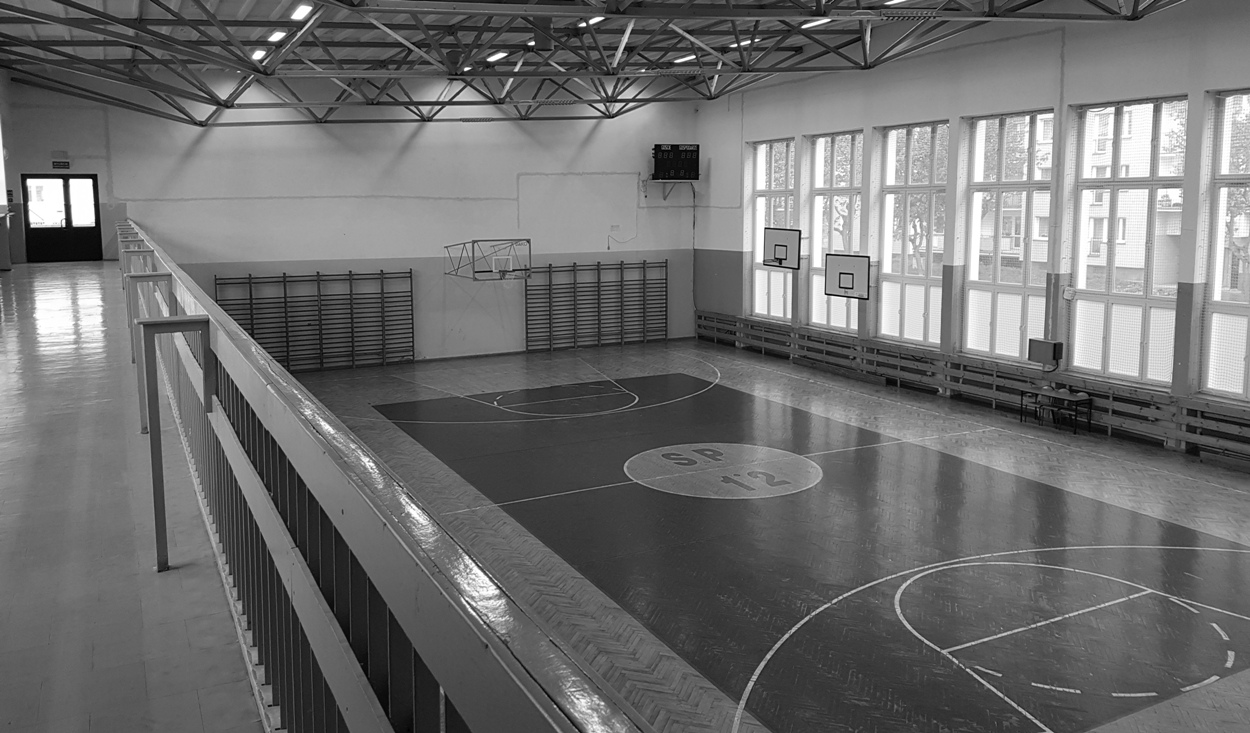
Sala gimnast. SP nr 12. Obecnie ZSO i Gimnazjum Integracyjne

Skład z lat 1981/1983:
| Nr | Poz. | Nar.   | Nazwisko i imię        | Data urodzenia | Wzrost | Masa ciała |
| -- | ---- | ------ | ---------------------- | -------------- | ------ | ---------- |
| 12 | C    | Polska | Ładniak, Marek         | 1950-06-09     | 202 cm |            |
| 8  | PG   | Polska | Purwiniecki, Ireneusz  | 1963-06-29     | 188 cm |            |
| 13 | C/F  | Polska | Łabędzki, Lech         | 1956           | 195 cm |            |
| 5  | G/F  | Polska | Koziorowicz, Krzysztof | 1957-03-24     | 181 cm |            |
| 4  | C/F  | Polska | Fajerski, Roman        | 1955           | 194 cm |            |
|    | C/F  | Polska | Szczepański, Jacek     | 1963           | 197 cm |            |
| 7  | G    | Polska | Sićko, Mirosław        | 1956           | 187 cm |            |
| 9  | G    | Polska | Kasprzyk, Bogusław     | 1953           | 186 cm |            |
| ?  | ?    | Polska | Kciuk, Jerzy           | 1956           | 192 cm |            |
|    | PG   | Polska | Wolski, Romuald        | 1963           | 197 cm |            |
|    | PG   | Polska | Stachowiak, Andrzej    | 1956           | 192 cm |            |
| 11 | PG   | Polska | Miłek, Waldemar        | 1965           | 189 cm |            |
| 13 | PG   | Polska | Matysik, Marek         | 1964           | 195 cm |            |
| 4  | C/F  | Polska | Bielawski, Krzysztof   | 1959           | 195 cm |            |
| ?  | ?    | Polska | Ściężor, Edward        | 1960           | 192 cm |            |
| ?  | ?    | Polska | Ładniak, Adam          | 1950           | 202 cm |            |
| 6  | C/F  | Polska | Maksel, Władysław      | 1955           | 194 cm |            |
| 14 | G/F  | Polska | Kozel, Krzysztof       | 1964           | 180 cm |            |
| 10 | G    | Polska | Bartosz, Mariusz       | 1962           | 200 cm |            |
|    | G    | Polska | Wojdyr, Grzegorz       | 1961           | 205 cm |            |

Trener:  Ryszard Janik
- kierownik drużyny: Tadeusz Sikora

### Sezon 1983/1984 (I liga)
Ireneusz Purwiniecki w sezonie 1983/1984 rozpoczął rozgrywki w I lidze.

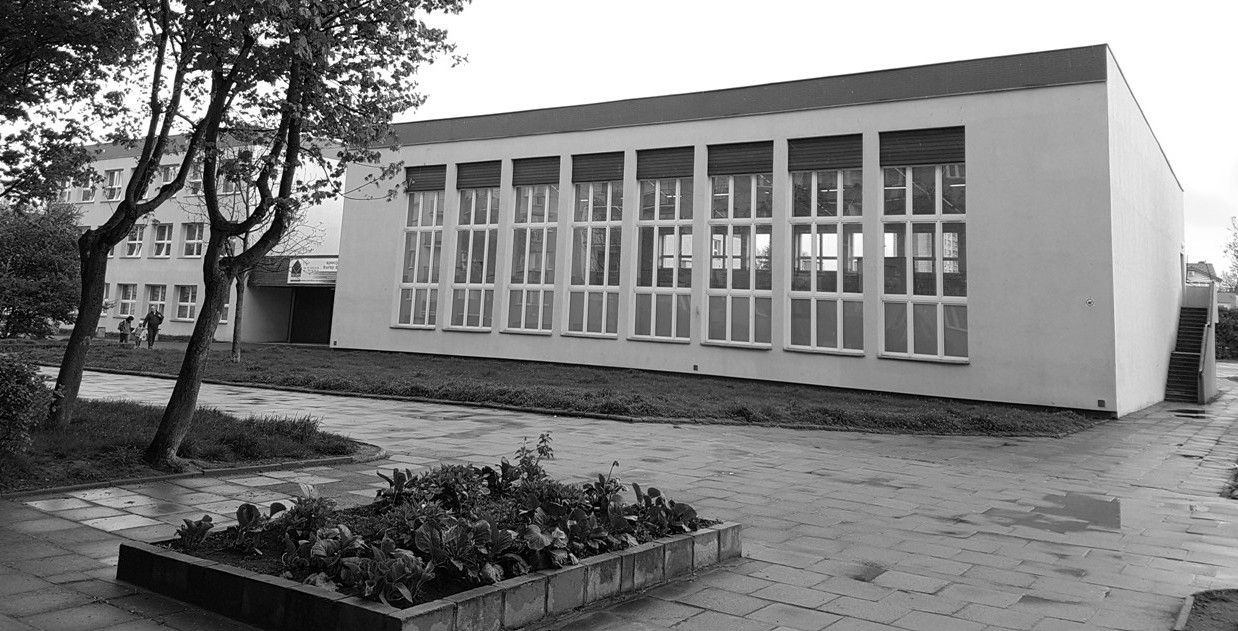
Sala gimnastyczna SP nr 12. Obecnie ZSO i Gimnazjum Integracyjne. Ireneusz Purwiniecki grał tutaj w latach 80.

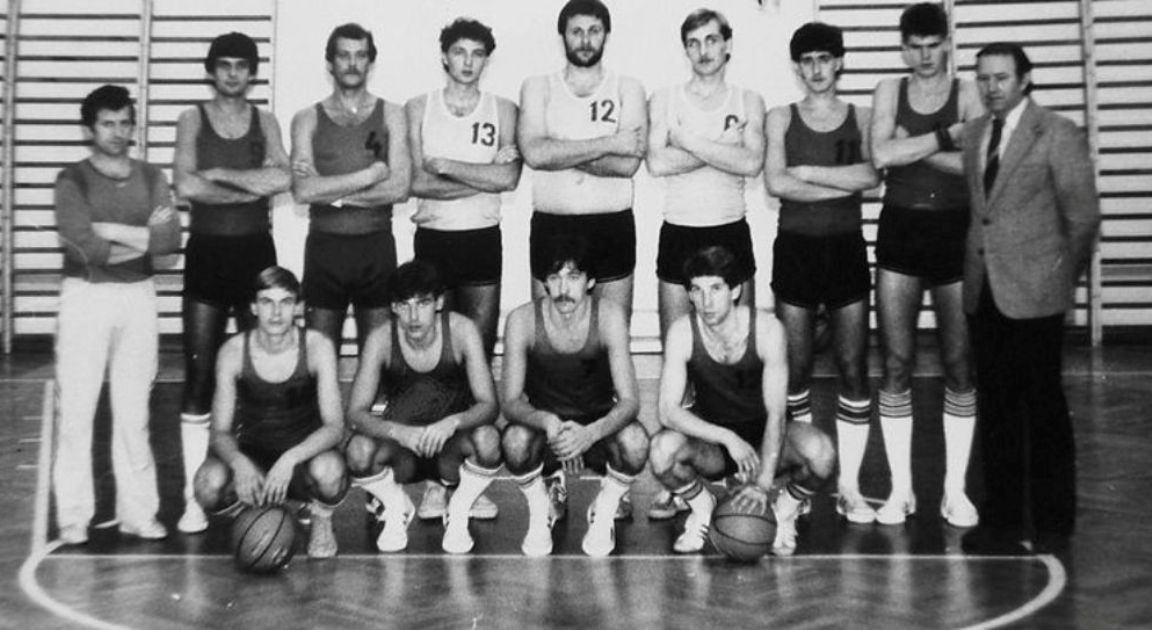
(2Lk) Ireneusz Purwiniecki w II lidze (1984)

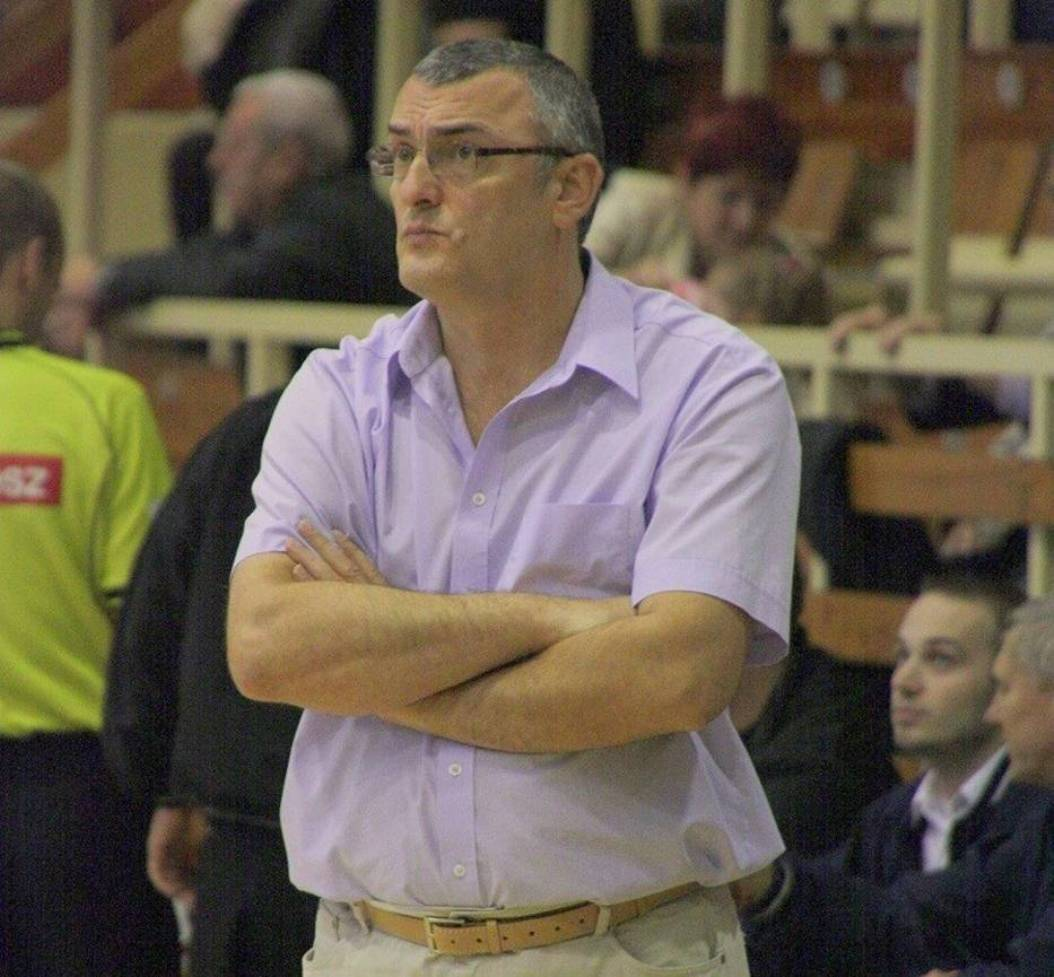
Grzegorz Chodkiewicz był trenerem Purwinieckiego

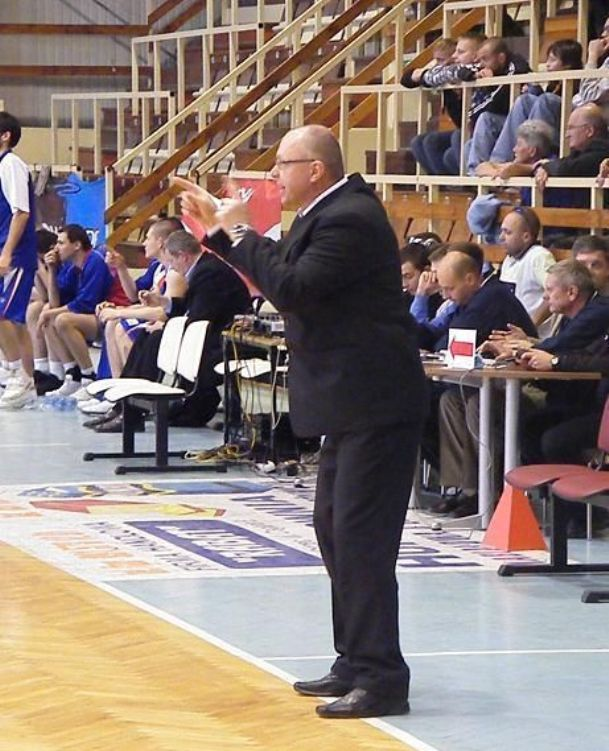
Mieczysław Major był trenerem Purwinieckiego

Skład z lat 1983/1984:
| Nr | Poz. | Nar.   | Nazwisko i imię        | Data urodzenia | Wzrost  | Masa ciała |
| -- | ---- | ------ | ---------------------- | -------------- | ------- | ---------- |
| 4  | S/C  | Polska | Bartosz, Mariusz       | 1962           | 200 cm  |            |
| 4  | C/F  | Polska | Fajerski, Roman        | 1955-01-01     | 194 cm  |            |
| 13 | G/F  | Polska | Kozel, Krzysztof       | ?              | ? cm    |            |
| 5  | G/F  | Polska | Koziorowicz, Krzysztof | 1957-03-24     | 181 cm  |            |
| 13 | C/F  | Polska | Łabędzki, Lech         | 1956           | 195 cm  |            |
| ?  | ?    | Polska | Ładniak, Adam          | ?              | ? cm    |            |
| 12 | C    | Polska | Ładniak, Marek         | 1950-06-09     | 202 cm  |            |
| 13 | PG   | Polska | Matysik, Marek         | 1964           | 185 cm  |            |
|    | PG   | Polska | Miłek, Waldemar        | 1965           | 189 cm  |            |
| 8  | R    | Polska | Purwiniecki, Ireneusz  | 1963-06-29     | 188 cm  |            |
| 7  | G    | Polska | Sićko, Mirosław        | 1957-01-05     | 187? cm |            |
|    | PG   | Polska | Stachowiak, Andrzej    | 1956           | 192? cm |            |
|    | C/F  | Polska | Szczepański, Jacek     | ?              | 195 cm  |            |
|    | PG   | Polska | Wolski, Roman          | 1963           | 189 cm  |            |

Trener:  Ryszard Janik
 Asystenci: ?
- kierownik drużyny: Tadeusz Sikora

### Sezon 1991/1992 (I liga)
Ireneusz Purwiniecki w sezonie 1991/1992 rozpoczął rozgrywki w I lidze w Spójni:
Skład z lat 1991/1992:
| Nr | Poz. | Nar.   | Nazwisko i imię        | Data urodzenia | Wzrost | Masa ciała |
| -- | ---- | ------ | ---------------------- | -------------- | ------ | ---------- |
| 4  | S/C  | Polska | Bartosz, Mariusz       | 1962           | 200 cm |            |
| 7  | S    | Polska | Cieliński, Marek       | 1969-04-25     | 197 cm |            |
| ?  | O    | Polska | Jóźwiak, Jacek         | 1964           | 196 cm |            |
| 5  | G/F  | Polska | Koziorowicz, Krzysztof | 1957-03-24     | 181 cm |            |
| 9  | S    | Polska | Matyga, Ireneusz       | 1966           | 198 cm |            |
|    | PG   | Polska | Miłek, Waldemar        | 1965           | 189 cm |            |
| 3  | S    | Litwa  | Stepanovicius, Ricard  | 1966           | 196 cm |            |
| 3  | S    | Litwa  | Legus, Valdas          | 1966           | ? cm   |            |
| 8  | R    | Polska | Purwiniecki, Ireneusz  | 1963-06-29     | 188 cm |            |
| 14 | R    | Polska | Szczerbala, Robert     | 1971-01-9      | 172 cm |            |
| 6  | S    | Polska | Śpiewak, Grzegorz      | 1973-03-15     | 192 cm |            |

Trener:  Grzegorz Chodkiewicz
 Asystenci: Mieczysław Major
- kierownik drużyny:Ryszard Pasikowski

### Sezon 1995/1996 (PLK)
Ireneusz Purwiniecki grał w sezonie 1995/1996 w PLK (ekstraklasa) w Spójni.

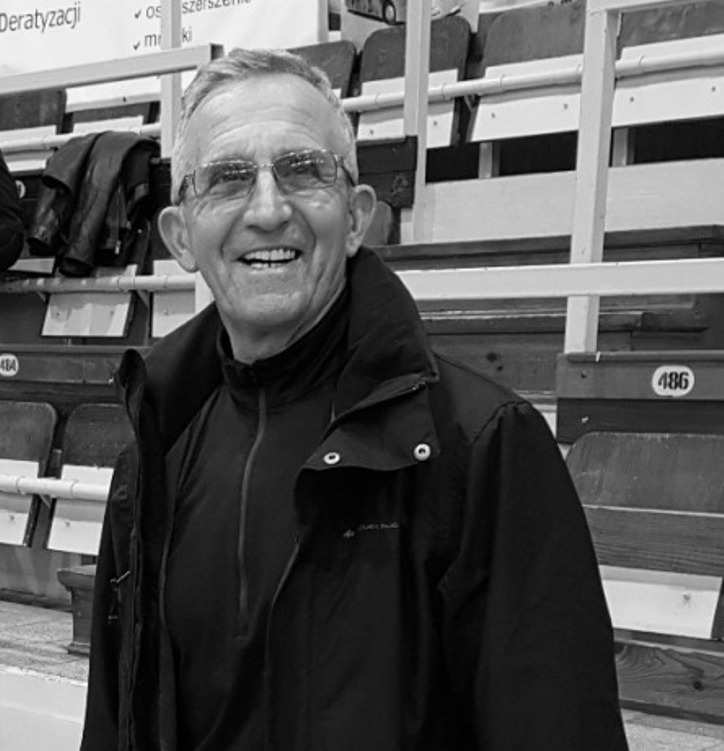
Ryszard Janik był trenerem Ireneusza Purwinieckiego

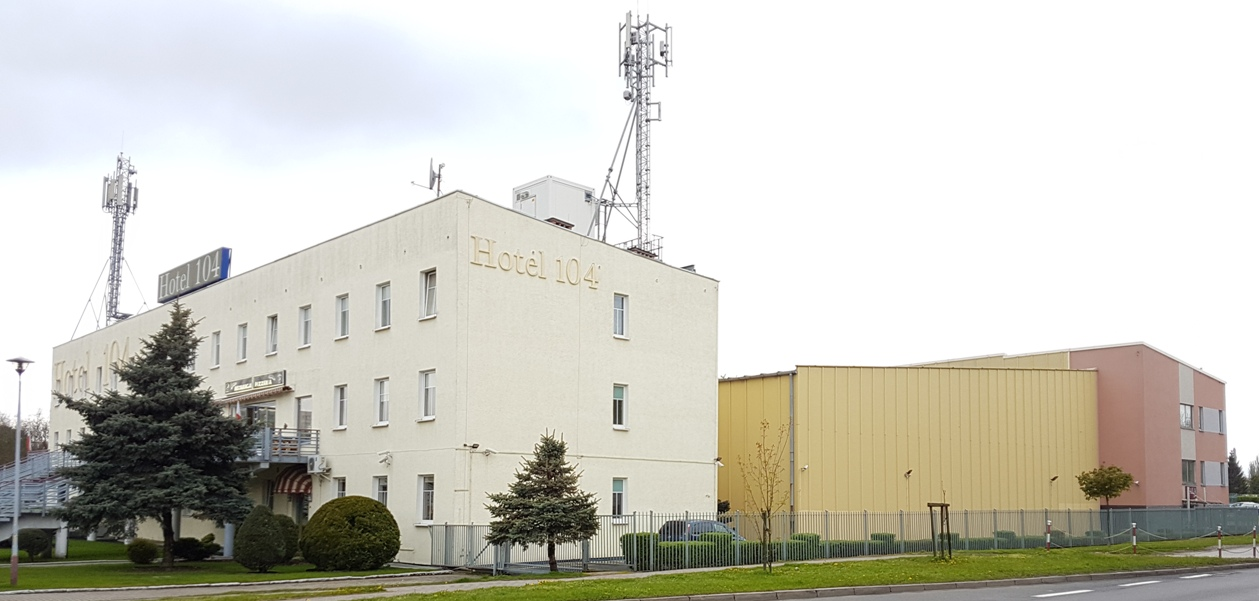
Od 2006 Ireneusz Purwiniecki jest kierownikiem hali sportowej w Stargardzie

Skład z lat 1995/1996:
| Nr | Poz. | Nar.              | Nazwisko i imię       | Data urodzenia | Wzrost | Masa ciała |
| -- | ---- | ----------------- | --------------------- | -------------- | ------ | ---------- |
| 8  | C    | Stany Zjednoczone | Eggleston, Martin     | 1967-01-27     | 209 cm |            |
| ?  | R    | Stany Zjednoczone | Williams, Keith       | 1965-03-30     | 180 cm |            |
| 3  | R    | Polska            | Kościuk, Robert       | 1969-01-17     | 186 cm |            |
| 8  | R    | Polska            | Purwiniecki, Ireneusz | 1963-06-29     | 188 cm |            |
| 7  | S    | Polska            | Cieliński, Marek      | 1969-04-25     | 197 cm |            |
| 5  | R    | Polska            | Dubij, Wiesław        | 1970-10-06     | 185 cm |            |
| 10 | S/C  | Polska            | Molenda, Andrzej      | 1975-02-07     | 203 cm |            |
| 4  | S    | Polska            | Dubicki, Jarosław     | 1966-01-20     | 185 cm |            |
| 6  | S    | Polska            | Śpiewak, Grzegorz     | 1973-03-15     | 191 cm |            |
| 15 | S    | Polska            | Wiekiera, Paweł       | 1978-01-14     | 205 cm |            |
| 12 | C    | Polska            | Kołodziejczak, Jerzy  | 1965-10-13     | 205 cm |            |

Trener:  Krzysztof Koziorowicz
 Asystenci: Ryszard Janik

## Historyczne składy Ireneusza Purwinieckiego (trener)

### Skład Miodraga Gajicia (Purwiniecki asystentem trenera)
Spójnia w sezonie 2004/2005 grała w I lidze po spadku z PLK i grała w składzie:
| Nr | Poz. | Nar.   | Nazwisko i imię      | Data urodzenia | Wzrost | Masa ciała |
| -- | ---- | ------ | -------------------- | -------------- | ------ | ---------- |
| ?  | O    | Polska | Baszak, Tomasz       | 1982-02-11     | 183 cm |            |
| ?  | S    | Polska | Biela, Łukasz        | 1980-02-25     | 197 cm |            |
| ?  | S    | Polska | Kamiński, Bartosz    | 1983-05-12     | 202 cm |            |
| ?  | S    | Polska | Leończyk, Paweł      | 1986-10-05     | 203 cm |            |
| ?  | O/S  | Polska | Mazur, Hubert        | 1984-06-10     | 189 cm |            |
| 7  | O    | Polska | Nizioł, Piotr        | 1969-01-15     | 190 cm |            |
| ?  | O    | Polska | Piechucki, Kamil     | 1983-07-28     | 186 cm |            |
| ?  | S    | Polska | Soczewski, Arkadiusz | 1982-06-09     | 201 cm |            |
| ?  | S    | Polska | Sudowski, Maciej     | 1977-02-13     | 206 cm |            |
| 11 | O    | Polska | Szczerbala, Robert   | 1971-01-09     | 172 cm |            |
| ?  | S    | Polska | Łukomski, Marek      | 1980-12-02     | 188 cm |            |
| ?  | S    | Polska | Zarzeczny, Marcin    | 1987-05-26     | 195 cm |            |

Trener:  Miodrag Gajić
 Asystenci: Ireneusz Purwiniecki

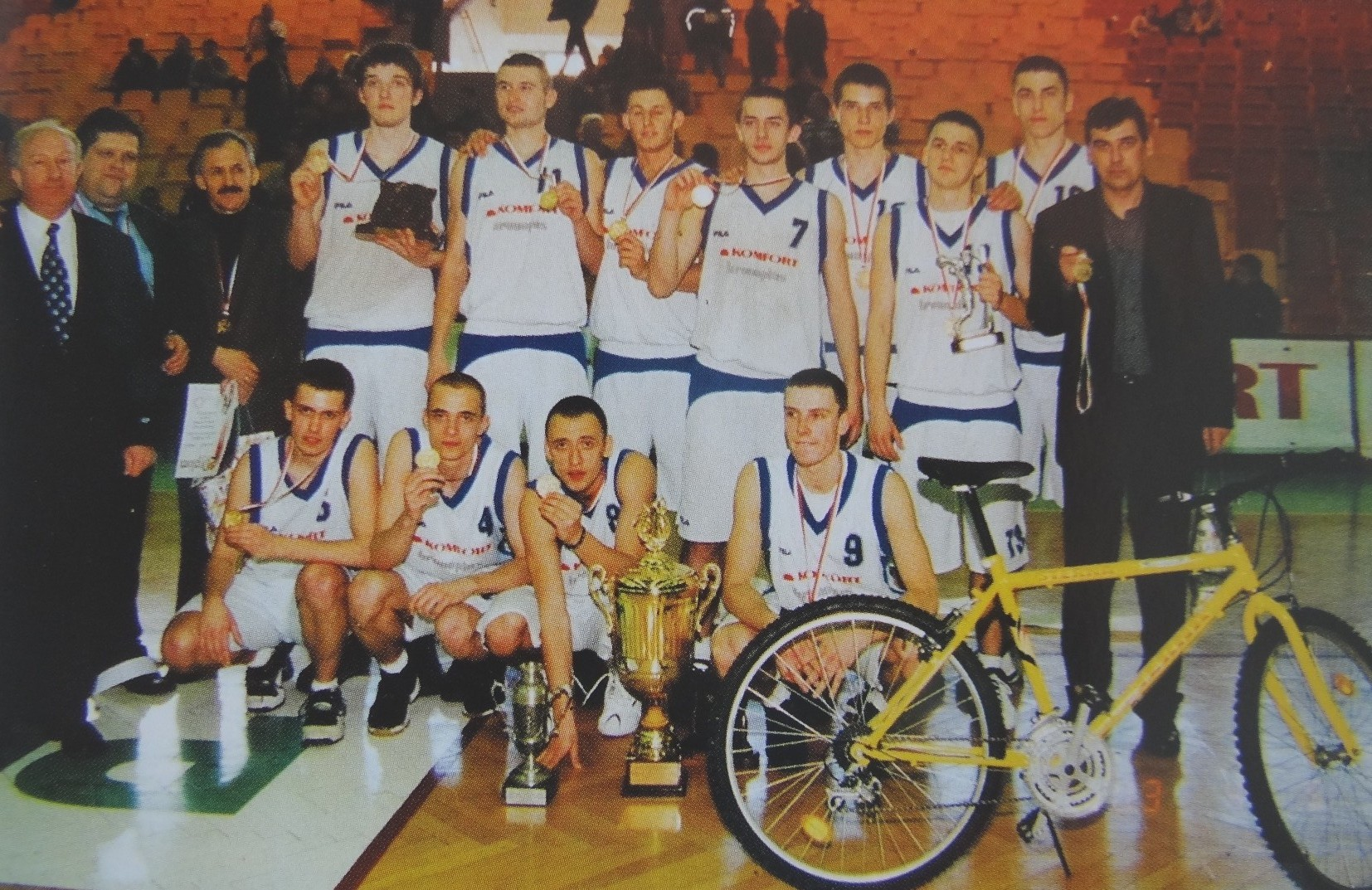
Był trenerem juniorów starszych, zdobyli mistrzostwo w 2003

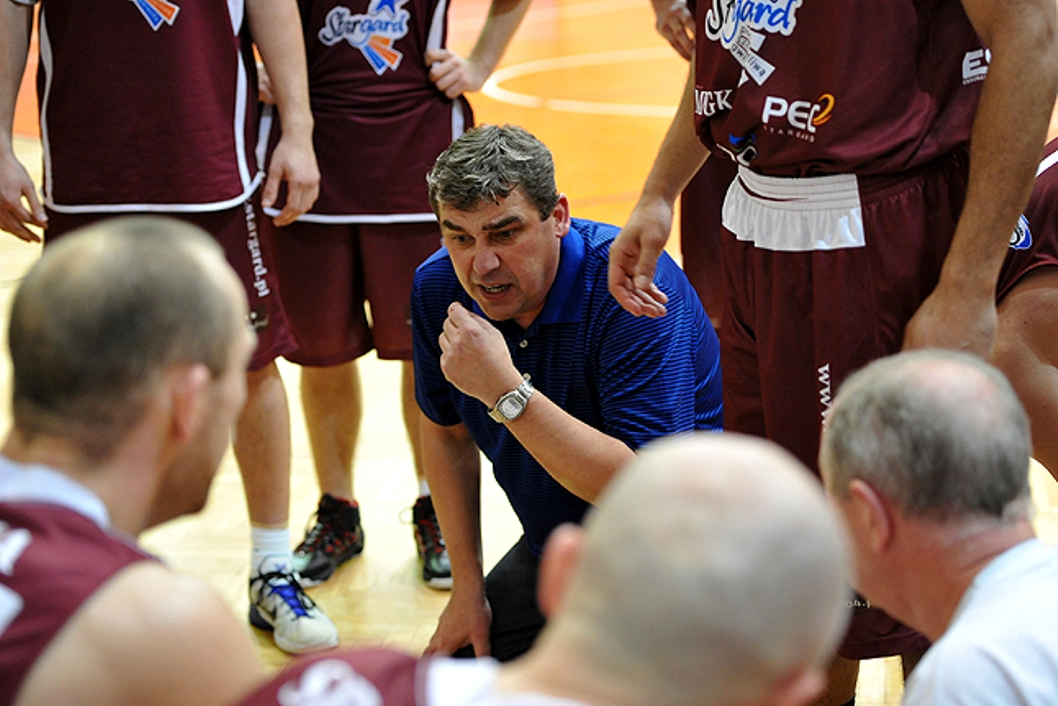
Trener Ireneusz Purwiniecki (2013)

Uwaga: Miodrag Gajicia zastąpił Ireneusz Purwiniecki

### Skład Krzysztofa Koziorowicza (Purwiniecki asystentem trenera)
Ireneusz Purwiniecki w sezonie 2017/2018 był asystentem trenera Koziorowicza i zarazem kierownikiem drużyny, która awansowała do ekstraklasy. Skład Spójni Stargard:

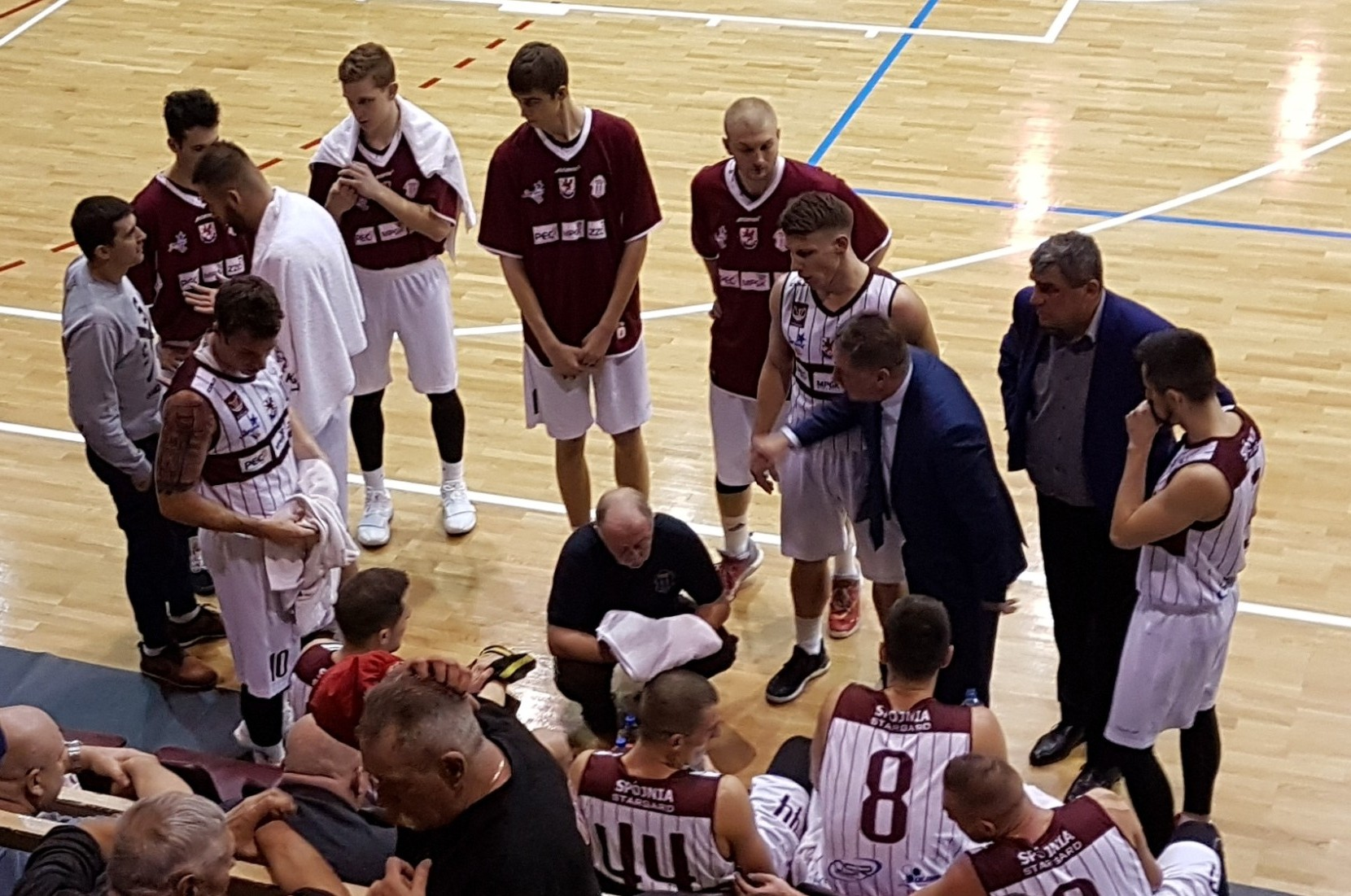
(L) Asystent Ireneusz Purwiniecki z trenerem Krzysztofem Koziorowiczem

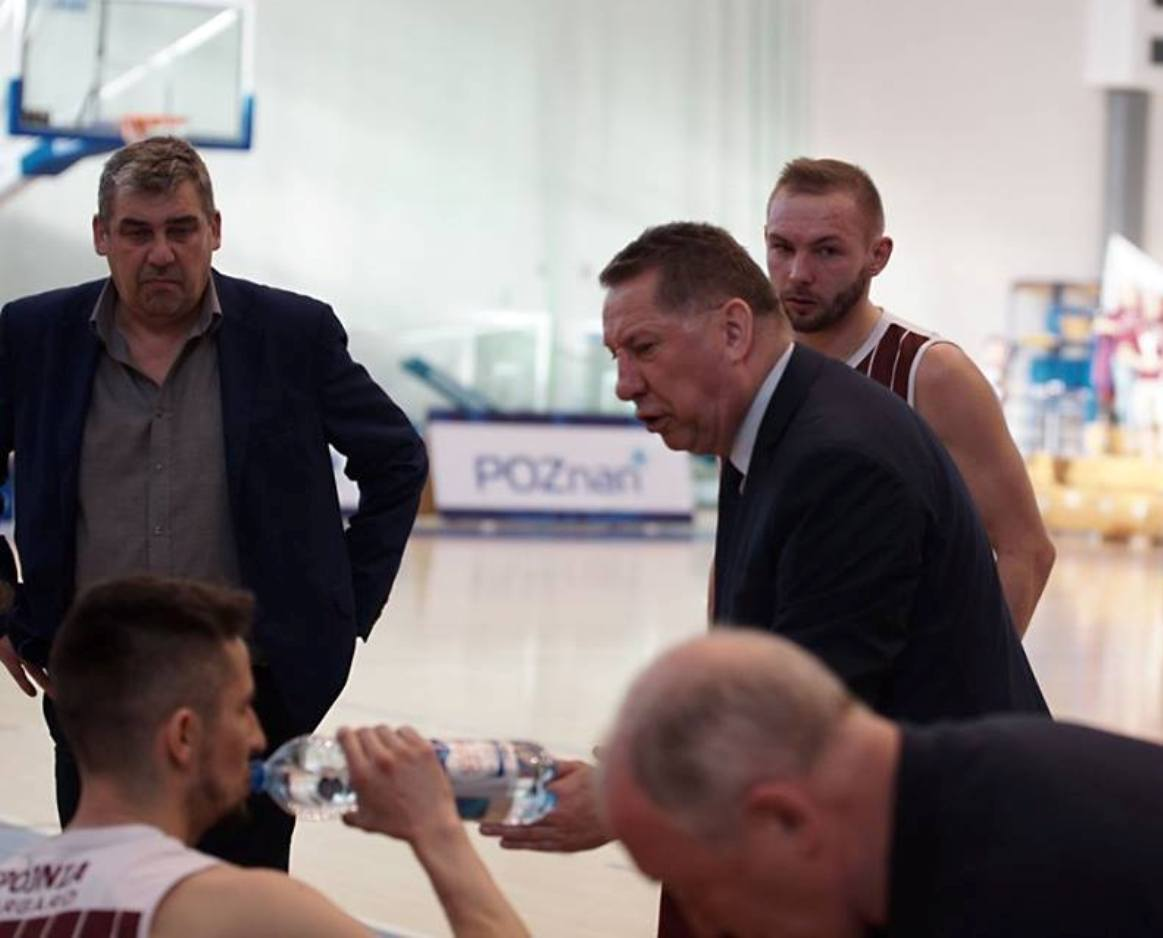
(L) Ireneusz Purwiniecki i Krzysztof Koziorowicz (2018)

| Nr | Poz. | Nar.   | Nazwisko i imię      | Data urodzenia | Wzrost | Masa ciała |
| -- | ---- | ------ | -------------------- | -------------- | ------ | ---------- |
| 24 | SG   | Polska | Dymała, Marcin       | 1990-06-07     | 187 cm |            |
| 14 | C    | Polska | Pytyś, Karol         | 1985-12-04     | 202 cm |            |
| 44 | PF   | Polska | Pabian, Hubert       | 1989-01-21     | 201 cm |            |
| 21 | G/F  | Polska | Raczyński, Maciej    | 1984-07-28     | 190 cm |            |
| 0  | PG   | Polska | Bręk, Dawid          | 1989-09-20     | 188 cm |            |
| 8  | C/F  | Polska | Fraś, Wojciech       | 1991-01-25     | 202 cm |            |
| 19 | F    | Polska | Czujkowski, Alan     | 1990-03-08     | 199 cm |            |
| 22 | PG   | Polska | Koziorowicz, Konrad  | 1989-09-19     | 180 cm |            |
| 3  | G    | Polska | Szymański, Sebastian | 1991-06-09     | 185 cm |            |
| 25 | S/C  | Polska | Wilczek, Marcel      | 1986-06-20     | 204 cm |            |
| 18 | PG   | Polska | Jaroszyński, Jakub   | 1999-04-18     | 186 cm |            |
| 22 | SG   | Polska | Pryć, Mateusz        | 1998-11-06     | 190 cm |            |
| 9  | PG   | Polska | Potap, Piotr         | 1999-06-16     | 186 cm |            |
| 12 | SF   | Polska | Berdzik, Bartłomiej  | 1993-06-12     | 196 cm |            |
| 17 | C    | Polska | Hoszczaruk, Kacper   | 1999-12-04     | 205 cm |            |

Trener:  Krzysztof Koziorowicz
 Asystenci: Ireneusz Purwiniecki, Kierownik drużyny: Ireneusz Purwiniecki

### Skład Sebastiana Machowskiego (Purwiniecki kierownikiem drużyny)

#### Sezon 2023/2024
Ireneusz Purwiniecki kierownikiem drużyny jest od 2017. Skład drużyny na 2023/2024:
| Nr | Poz. | Nar.              | Nazwisko i imię      | Data urodzenia | Wzrost | Masa ciała |
| -- | ---- | ----------------- | -------------------- | -------------- | ------ | ---------- |
| 22 | PG   | Stany Zjednoczone | Brown Jr., Stephen   | 1996-04-27     | 180 cm | 73 kg      |
| 2  | SF   | Stany Zjednoczone | Simons, Benjamin     | 1991-02-16     | 203 cm | 93 kg      |
| 3  | SG   | Stany Zjednoczone | Daniels IV, Devon    | 1998-07-18     | 196 cm | 91 kg      |
| 20 | PG   | Stany Zjednoczone | Stein, Alex          | 1997-05-02     | 190 cm | 93 kg      |
| 24 | C    | Stany Zjednoczone | Gordon, Wesley       | 1994-07-14     | 205 cm | 100 kg     |
| 11 | PF   | Serbia            | Langović, Aleksandar | 2001-02-19     | 205 cm | 93 kg      |
| 16 | C    | Polska            | Łapeta, Adam         | 1987-11-09     | 217 cm | 120 kg     |
| 7  | PG   | Polska            | Kowalczyk, Sebastian | 1993-03-25     | 188 cm | 93 kg      |
| 33 | SF   | Polska            | Gruszecki, Karol     | 1989-04-11     | 193 cm | 92 kg      |
| 30 | SG   | Polska            | Brenk, Adam          | 1995-05-08     | 193 cm | 91 kg      |
| 25 | PF   | Polska            | Grudziński, Dominik  | 1998-02-04     | 204 cm | 95 kg      |
| 21 | SF   | Polska            | Krużyński, Damian    | 2003-09-28     | 193 cm | 87 kg      |
| 88 | SG   | Polska            | Kołodziej, Maksym    | 2003-12-24     | 182 cm | 83 kg      |
| 13 | PF   | Polska            | Korolczuk, Oliwer    | 2002-03-11     | 190 cm | 93 kg      |
| 77 | PG   | Polska            | Wojdak, Jakub        | 2007-03-23     | 185 cm | 87 kg      |

Trener:  Sebastian Machowski (ur. 1972)
 Asystenci: Maciej Raczyński, Konrad Koziorowicz, Marcin Moroz; Masażysta: Maciej Dubij, Cezary Woźny Kierownik: Ireneusz Purwiniecki

## Ciekawostki

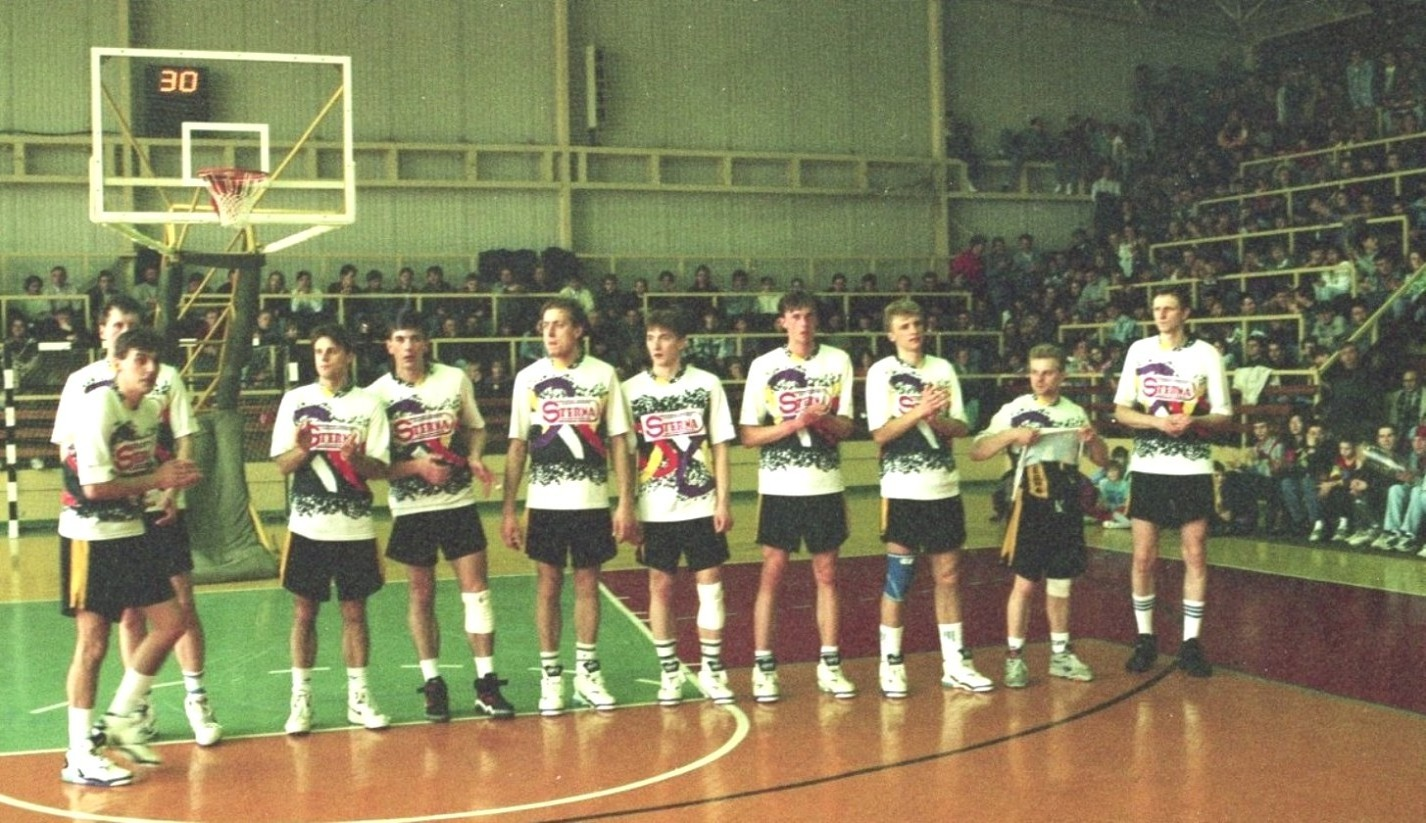
(L1) Ireneusz Purwiniecki („Iku”) – Spójnia Sterna Stargard (27.03.1994)

Ciekawostki związane z Ireneuszem Purwinieckim:
- pierwszym obiektem, gdzie Ireneusz Purwiniecki jako zawodnik Spójni Stargard rozgrywał mecze od 1981, była sala gimnastyczna Szkoły Podstawowej nr 1 przy ul. Popiela 2, następnie sala gimnastyczna Szkoły Podstawowej nr 12 (obecnie Zespół Szkół Ogólnokształcących i Gimnazjum Integracyjne w Stargardzie), potem w 1988 w wielofunkcyjnym obiekcie przy ul. Pierwszej Brygady 1;
- Ireneusz Purwiniecki w stargardzkim klubie rozegrał 300 spotkań zdobywając 4161 punktów;
- jego najlepsze zdobycze punktowe: II liga 47 pkt. z Instalem Białystok, w I lidze 32 pkt ze Śląskiem Wrocław;
- w sezonie 2017/2018 był asystentem trenera Koziorowicza, zespół przez 15 kolejek rundy zasadniczej był drużyną bez porażki;
- boiskowy pseudonim: „Iku”